# Luigi Riccoboni
Luigi Riccoboni (Mòdena, Emília-Romanya, 1674 - París, Illa de França, 5 de desembre, 1753) fou un actor i literat italià.
De ben jove entrà en una companyia ambulant, que representava principalment adaptacions de Molière, i després passà a París, on treballà al costat del cèlebre Domenico, pare. El 1716 s'encarregà de formar una companyia italiana per al rei Lluís XV, llavors encara un infant, on i va romandre dotze al front d'aquesta.
Després tornà a Itàlia i el Duc de Parma l'anomenà intendent d'espectacles, retornant a França quan aquell príncep morí (1731). A les primeries del XVIII s'havia casat amb la també actriu i literata Elena amb la que van tenir un fill Antonio Francesco (1707-1772, que també fou actor i escriptor.
Poc temps després d'haver arribat a França aconseguí una pensió de 1.000 lliures i abandonà l'escena per a dedicar-se exclusivament a la literatura. A part de diverses obres dramàtiques originals, com:
La donna gelosa i Sansone, i de diverses traduccions, se li deuen:
Dell'arte representativa (París i Londres, 1728);
Histoire du thèâtre italien (París, 1728-31);
Observations sur la comèdie et le génie de Molière (París, 1736);
Pensèes sur la declamation (París, 1737);
Réflexions et critiques sur les diferents théâtres de l'Europe (París, 1738);
Rèformation du théâtre (París, 1743).